# مسلم السيوفي
مسلّم السيوفي (1883-1957) هو تاجر وصناعي سوري، كان رئيساً لغرفة تجارة دمشق ما بين 1941-1957.

## البداية
ولد مسلم السيوفي في حيّ الشاغور بدمشق ودرس في مدارسها قبل أن يلتحق بالعمل مع والده في صناعة وحياكة الخيوط الحريرية وتحويلها إلى أقمشة فاخرة يتم بيعها محلياً وتصديرها إلى فلسطين ومصر. قام بشراء أنواع حديثة من الحرير من فرنسا وفَتح معملاً للنسيج في منطقة دمر ولكن تجارته مع فلسطين بدأت تتراجع نظراً للمعارك والاضطرابات بين الأهالي والعصابات الصهيونية المُسلحة في مطلع العشرينيات. ثم وصل الخيط الحريري الصناعي المستورد من اليابان، الذي غزا الأسواق السورية والعربية بسبب رخص سعره وقربه من الخيط الطبيعي.

## العمل التجاري
في مطلع العشرينيات ساهم مسلّم السيوفي في جر مياه عين الفيجة إلى العاصمة السورية وشارك في بناء مقر مؤسسة الفيجة في شارع النصر، كما أنه كان من مؤسسي معمل الإسمنت في دمر مع فارس الخوري وخالد العظم وكان أحد المساهمين فيه هو وأفراد أسرته. وعند تفرغ خالد العظم للعمل السّياسي وتوليه وزارة الخارجية عام 1939 استقال العظم من منصبه في معمل الإسمنت وخلفه مسلّم السيوفي حتى عام 1941. وكان السيوفي أيضاً من مؤسسي شركة الكونسيروة مع الرئيس شكري القوتلي، وخدم لسنوات طويلة في مجلس إدارتها، ومن مؤسسي شركة التبريد في حي البرامكة، المتخصصة بتخزين وتبريد جميع أنواع الفواكه والخضار والأجبان.

## رئيساً لغرفة تجارة دمشق
انتخب مسلّم السيوفي رئيساً لغرفة تجارة دمشق عام 1941، خلفاً لصهره تاجر الأقمشة محمّد خير دياب، الذي توفي وهو في المنصب بعد مرض طويل. أشرف السيوفي على عمل الغرفة خلال سنوات الحرب العالمية الثانية وفي مطلع عهد الاستقلال، وكان مقرباً من رئيس الجمهورية شكري القوتلي. حافظ على منصبه التجاري بالرغم من جميع الانقلابات التي عصفت بسورية في نهاية الأربعينيات ومطلع الخمسينيات، ورفض تبوؤ أي منصب سياسي.

## الوفاة
توفي مسلّم السيوفي في دمشق وهو رئيس لغرفة تجارتها عن عمر 74 عام 1957، وخلفه في المنصب الحاج محمّد عادل الخجا، أحد الشركاء في الشركة الخماسية. 

## عائلة السيوفي
تعرّض مسلّم السيوفي إلى عدد من المصائب والمحن في حياته، لعل أكبرها كارثة حريق منزل العائلة في حي الشاغور، خلال العدوان الفرنسي على مدينة دمشق أيام الثورة السورية الكبرى عام 1925. هرب هو وأفراد الأُسرة إلى منزل أحد أقربائهم، وعند العودة وجدوا أن كل ممتلكاتهم قد التهمها الحريق، بما في ذلك وثائق العائلة وأوراقها التجارية وأموالها. وقد اشتهر ابنه رفيق السيوفي كأمين عام وزارة المالية السورية وأحد المصرفيين الكبار قبل تأميم المصارف في سورية زمن الجمهورية العربية المتحدة عام 1961.